# The Legend of Zelda: Breath of the Wild
The Legend of Zelda: Breath of the Wild is een actie-avonturenspel ontwikkeld door Nintendo EPD, onder leiding van ontwerper Eiji Aonuma, en uitgegeven door Nintendo. Het spel verscheen wereldwijd op 3 maart 2017 voor de Wii U en de Nintendo Switch. In tegenstelling tot voorgaande The Legend of Zelda-spellen heeft dit spel een non-lineaire gameplay waarin de speler zelf een open wereld vol uitdagingen, te verzamelen voorwerpen, puzzels en gevaren verkent. Het spel begint met een aan geheugenverlies lijdende Link en prinses Zelda die niet veel kracht meer over heeft om te voorkomen dat Ganon, het Onheil, losbreekt.
Met 29 miljoen verkochte exemplaren (op 31 december 2022) is Breath of the Wild het op drie na beste verkocht Nintendo Switch-spel wereldwijd.

## Ontwikkeling
In 2013 werd bekend dat The Legend of Zelda: Breath of the Wild (toen nog The Legend of Zelda Wii U) eind 2015 klaar zou zijn. Ook tijdens de E3 in 2013 werd er een trailer getoond, maar de lancering werd uitgesteld tot uiteindelijk 3 maart 2017.
Breath of the Wild heeft bijgedragen aan het succes van de Nintendo Switch, en was als een van de lanceertitels direct beschikbaar. Uit cijfers blijkt dat het spel vaak samen met een Switch werd aangeschaft.
Op 12 mei 2023 is een vervolg uitgekomen onder de titel The Legend of Zelda: Tears of the Kingdom.

## Verhaal
Het spel begint met een aan geheugenverlies lijdende Link die ontwaakt uit een slaap van honderd jaar. Zelda strijdt al die tijd al in haar eentje tegen 'Ganon, het Onheil' (Calamity Ganon), maar is aan het eind van haar krachten. Aan Link de taak om het kwaad te verslaan en te voorkomen dat de wereld wordt vernietigd.

### Structuur
Spelontwerper Shigeru Miyamoto vertelde in een interview dat het verhaal in een spel belangrijk is, maar dat het de spelervaring niet in de weg mag zitten. Producent Eiji Aonuma heeft naar eigen zeggen een kleine truc toegepast om de grote open wereld te verbinden met het verhaal. Om de non-lineaire gameplay van Breath of the Wild te ondersteunen is het verhaal in grotendeels willekeurige volgorde te volgen. Na de proloog is het aan de speler zelf om de zogenoemde herinneringen terug te vinden en de verhalen van de inwoners van Hyrule aan te horen, die samen een compleet beeld vormen van wat er in het verleden is gebeurd. Er zijn in totaal dertien herinneringen te vinden aan de hand van foto's die ergens in Hyrule gemaakt zijn. Wanneer Link op een locatie komt waar een foto gemaakt is, herinnert hij zich een deel van zijn verleden.  Er zijn twee alternatieve eindes van het verhaal, die alleen worden getoond als alle herinneringen zijn gevonden (eerste alternatieve einde) én als Ganon verslagen wordt met de hulp van de Titanen (tweede alternatieve einde). 

### Samenvatting

#### Tienduizend jaar geleden
De geheimzinnige Sheikah bouwden Hyrule in de oudheid uit tot een geavanceerde samenleving die wordt beschermd door vier enorme mechanische beesten genaamd Titanen (Divine Beasts) en een leger van zelfstandig opererende, mechanische soldaten genaamd Wachters (Guardians). Het kwaad genaamd 'Ganon, het Onheil' (Calamity Ganon) keert terug en vier Uitverkorenen (Champions) krijgen de taak om ieder een van de Titanen te besturen en Ganon te verzwakken. De prinses en de ridder die is aangewezen om haar te beschermen verslaan het kwaad. Het Onheil wordt opgesloten en verzegeld.

#### Honderd jaar geleden
Van een geavanceerde samenleving is geen sprake meer en Hyrule verkeert in een middeleeuwse staat. Door de verhalen van hun voorouders, herkennen de inwoners de tekenen van Ganons terugkeer en beginnen ze met opgravingen op zoek naar Titanen en Wachters. Prinses Zelda probeert wanhopig de kracht die nodig is om Ganon te verslaan in zichzelf te ontwaken, terwijl ze haar persoonlijke onderzoek voortzet. Ondertussen is ridder Link aangesteld om de prinses te beschermen, omdat hij in staat is het Meesterzwaard (Master Sword) te hanteren.
Mipha (prinses van de Zora), Revali (boogschutter van de Rito), Daruk (krijger van de Gorons) en Urbosa (leider van de Gerudo) worden door Zelda aangewezen als de vier Uitverkorenen om respectievelijk de Titanen Vah Ruta, Vah Medoh, Vah Rudania en Vah Naboris te besturen, zodat zij en Link het gevecht aan kunnen gaan met Ganon. Het Onheil slaat op Zelda's zeventiende verjaardag echter toe en neemt bezit van de Titanen en de Wachters. Koning Rhoam en de Uitverkorenen komen om het leven, een groot deel van het koninkrijk wordt verwoest en Link raakt ernstig gewond. Zelda slaagt er in om Link in veiligheid te brengen en het Meesterzwaard te verstoppen. In haar eentje confronteert ze Ganon en verzegelt ze haarzelf met hem in Kasteel Hyrule (Hyrule Castle) om met al haar kracht te voorkomen dat hij uitbreekt en de wereld vernietigt.

#### Heden
Een aan geheugenverlies lijdende Link ontwaakt in de Tempel der Wederopstanding en ontvangt de Sheikah-steen, een tabletachtige voorwerp dat Link toegang geeft tot een aantal uitvindingen van de Sheikah. Een oude man, die zich later openbaart als de geest van koning Rhoam, vertelt Link wat er honderd jaar geleden gebeurd is en smeekt hem om Ganon te verslaan voordat die zijn volledige kracht herwint. Link vertrekt naar Kakariko om met dorpsoudste Impa te praten. Zij vertelt Link dat hij de Titanen moet bevrijden om een kans te maken tegenover het Onheil. Om de Titanen te bevrijden gaat Link met de hulp van de afstammelingen van de Uitverkorenen aan boord en verslaat Ganons Fantomen (Blight Ganons) - creaties van Ganon die bestaan uit techniek uit de oudheid en Haat (Malice). Nadat Link Ganons Waterfantoom, -Windfantoom, -Vuurfantoom en -Bliksemfantoom heeft verslagen en daarmee de gevangen geesten van de Uitverkorenen heeft bevrijd, gaat Link naar het Korok-woud om het Meesterzwaard te bemachtigen.
Linkt infiltreert Kasteel Hyrule en confronteert Ganon. Sidon, Yunobo, Teba en Riju (de opvolgers van de Uitverkorenen) activeren de Titanen en verzwakken het Onheil, waarna Link hem kan verslaan. Ganon verandert in Demon-Ganon (Dark Beast Ganon) in een poging de wereld te vernietigen. Zelda geeft Link de Lichtboog (Bow of Light) waarmee hij Ganon dusdanig kan verzwakken dat Zelda hem kan opsluiten en verzegelen. De vrede keert terug en de geesten van koning Rhoam en de Uitverkorenen vertrekken naar het hiernamaals. Link en Zelda voelen hun aanwezigheid en glimlachen tevreden.

## Spel
De ontwerpers van Breath of the Wild wilden de spelformule enigszins veranderen door iets nieuws te introduceren. Het spel biedt een compleet nieuwe spelervaring vergeleken met voorgaande spellen in de Zelda-serie, en is vooral gericht op vrijheid en ontdekking. Nintendo wilde een open wereld creëren met een niet-lineair verhaal, waarbij spelers niet meer gebonden zijn aan bepaalde passages om verder te komen in het spel.
Het spel bevat 120 tempels, 900 Korokpuzzels, en 76 zijmissies. Daarnaast zijn er ook optionele uitdagingen, minispellen, ontsluitbare voorwerpen, easter eggs, en meer.
Het spel is compatibel met alle amiibo, maar vooral die uit de Zelda-serie. Hiermee kunnen direct voorwerpen worden verkregen.
Naast Link en Zelda zijn er ook andere belangrijke personages in het spel. Dit zijn Daruk, een strijder uit het Goron-gebergte, Mipha, prinses van de Zora, Revali, afkomstig van de Rito-stam, en Urbosa, leider van het Gerudo-woestijnvolk. Deze karakters zijn als kampioen gekozen voor het besturen van hun eigen Titaan in de strijd tegen Ganon.

### Wereld
The Legend of Zelda: Breath of the Wild omvat een grootse wereld, ongeveer twaalf keer groter dan die van The Legend of Zelda: Twilight Princess, en ongeveer even groot als die van Skyrim. Volgens regisseur Hidemaro Fujibayashi werd als voorbeeld een stad ter grootte van het Japanse Kyoto gebruikt.
De tempels (shrines) in de wereld kunnen in willekeurige volgorde worden gespeeld, of zelfs helemaal worden overgeslagen. Dit draagt bij aan de niet-lineaire structuur van Breath of the Wild. De speler bestuurt Link die de wereld ontdekt door te klimmen en te lopen, en wapens te vinden om vijanden te doden. Daarnaast is er meer interactie mogelijk met de wereld, en kunnen er ingrediënten verzameld worden die Link kan bereiden voor bijvoorbeeld een drank of om sterkere wapens te krijgen.

### Speciale edities
Er is voor de Switch ook een gelimiteerde editie verschenen. Deze set bevat het spel, de soundtrack op cd, en een beeld van het zwaard van Link. In de Verenigde Staten komt de speciale editie met het spel, de soundtrack, een beschermhoes met decoratie, een munt, en een verweerde kaart in tapijtstructuur.

## Ontvangst
| Recensiescore       | Recensiescore                |
| Recensieverzamelaar | Score                        |
| ------------------- | ---------------------------- |
| Metacritic          | - 96% (Wii U) - 97% (Switch) |
| Publicist           | Score                        |
| Gamer.nl            | 100%                         |
| IGN Benelux         | 92%                          |
| Power Unlimited     | 100%                         |
| Tweakers            | 90%                          |
| FOK!                | 95%                          |

### Recensies
Breath of the Wild ontving overwegend zeer lovende recensies. Met name de grote open wereld en non-lineaire gameplay worden geprezen: "Zelda’s wereld voelt compleet, maar vooral ook levendig" (IGN Benelux), "Wat een bizar gedetailleerde wereld is dit" (Gamer) en "Nintendo weet van Hyrule een prachtige open spelwereld te maken waarin van alles te doen is" (Tweakers). 
De open wereld brengt volgens IGN Benelux de vernieuwing die de spellenreeks goed kan gebruiken: "de open wereld en de vrijheid die de game geeft, voelen echt als iets wat de serie kon gebruiken, zonder uit het oog te verliezen wat Zelda zo goed maakt" en volgens Gamer doen ze dat uitzonderlijk goed: "Zo is het met alles in deze nauwkeurig ontworpen wereld. Nintendo lijkt alles te fixen wat er mis is met moderne openwereldgames".
Verschillende recensies merken op dat Breath of the Wild een iets te zwaar spel lijkt voor de Switch. Zo schrijft Gamer: "zodra je Breath of the Wild via een televisie speelt, worstelt de console door de hogere resolutie hier en daar met de framerate" en benoemt IGN Benelux: "De Switch-versie van Breath of the Wild kent zeker momenten van flinke framedrops onder de 30 FPS", maar "echte showstoppers zijn het niet" (IGN Benelux) en het is slechts een "kleine blamage in een verdere perfecte gamewereld" (Gamer).

### Verkoopcijfers
Met 29 miljoen verkochte exemplaren is Breath of the Wild het op drie na beste verkocht Nintendo Switch-spel wereldwijd op 31 december 2022, na Mario Kart 8 Deluxe (52 miljoen exemplaren), Animal Crossing: New Horizons (41,59 miljoen exemplaren) en Super Smash Bros. Ultimate (30,44 miljoen exemplaren). Voor de Wii U werden slechts 1,7 miljoen exemplaren wereldwijd verkocht, niet genoeg voor een plek in de top 10 van best verkochte Wii U-spellen. The Legend of Zelda: The Wind Waker HD staat op de negende plek met 2,36 miljoen verkochte exemplaren.

### Prijzen
Naast de hoge waarderingen won het spel ook meerdere prijzen. Tijdens The Game Awards op 7 december 2017 ontving Breath of the Wild de titel Spel van het Jaar, en won daarbij ook de prijs voor beste regie.

## Uitbreidingen
Breath of the Wild ontving twee uitbreidingspakketten in de vorm van downloadbare inhoud (DLC), dit zijn "De Meesterproeven" en "De ballade der Uitverkorenen". Het eerste pakket kwam uit in de zomer van 2017, de tweede eind van dat jaar. Nieuwe toegevoegde spelelementen zijn de Grot der Beproeving, een moeilijke spelstand, een functie voor de plattegrond, een tempel, een motorfiets, en een nieuwe verhaallijn.